# 2024年美國聯盟分區賽
2024年美國聯盟分區賽是2024年美國職棒大聯盟季後賽第二輪比賽，4隊將採用5戰3勝制，勝出的2支球隊將會得到美聯冠軍賽的資格。目前2分區冠軍和2外卡資格球隊獲勝的球隊將參與此次賽事。本賽事在2024年10月5日至10月12日舉行，參賽的4支球隊是：
- 紐約洋基（美聯東區冠軍，94勝68敗）對上 堪薩斯市皇家（外卡勝隊，86勝76敗）
- 克里夫蘭守護者（美聯中區冠軍，93勝69敗）對上底特律老虎（外卡勝隊，86勝76敗）

最終洋基3勝1敗淘汰皇家，守護者3勝2敗淘汰老虎，洋基和守護者晉級美聯冠軍戰。

## 紐約洋基 對 堪薩斯市皇家
| 場次 | 客隊 | 比分 | 主隊 | 日期     | 場地         | 觀眾人數 |
| ---- | ---- | ---- | ---- | -------- | ------------ | -------- |
| 1    | 皇家 | 5：6 | 洋基 | 10月5日  | 洋基體育場   | 48,790   |
| 2    | 皇家 | 4：2 | 洋基 | 10月7日  | 洋基體育場   | 48,034   |
| 3    | 洋基 | 3：2 | 皇家 | 10月9日  | 考夫曼體育場 | 40,312   |
| 4    | 洋基 | 3：1 | 皇家 | 10月10日 | 考夫曼體育場 | 39,012   |

### 10月5日 第一場
| 堪薩斯市皇家 | 0 | 1 | 0 | 2 | 0 | 2 | 0 | 0 | 0 | 5 | 9 | 0 |
| 紐約洋基 | 0 | 0 | 2 | 0 | 2 | 1 | 1 | 0 | X | 6 | 9 | 1 |
| 勝投： 克雷·霍姆斯（1－0） 敗投： 麥可·洛倫岑（0－1） 救援成功： 盧克·韋弗（1） 全壘打： 皇家：MJ Melendez（4上，2分） 洋基：葛雷伯·托雷斯（3下，2分） |   |   |   |   |   |   |   |   |   |   |   |   |

雙方在這場比賽你來我往，葛雷伯·托雷斯和MJ Melendez都互相敲出2分砲，彼此緊咬分數。
5局下，洋基靠著單局四次保送加一支安打拿下2分超前，但是皇家在6局上靠著代打Garrett Hampton的關鍵安打，以5比4超前。
6、7兩局，洋基靠著Austin Wells和艾力士·韋杜戈的安打追平再超前。最後盧克·韋弗成功投出3上3下結束比賽，洋基以6比5拿下首勝。
雙方在這場比賽共發生5次比數逆轉，創下大聯盟季後賽單場紀錄。

### 10月7日 第二場
| 堪薩斯市皇家 | 0 | 0 | 0 | 4 | 0 | 0 | 0 | 0 | 0 | 4 | 11 | 0 |
| 紐約洋基 | 0 | 0 | 1 | 0 | 0 | 0 | 0 | 0 | 1 | 2 | 7  | 1 |
| 勝投： Ángel Zerpa（2－0） 敗投： 卡洛斯·羅登（0－1） 救援成功： Lucas Erceg（3） 全壘打： 皇家：薩爾瓦多·培瑞茲（4上，1分） 洋基：傑茲·齊森姆（9下，1分） |   |   |   |   |   |   |   |   |   |   |    |   |

Cole Ragans第三局出現亂流，在一二壘有人時被賈恩卡洛·斯坦頓敲出游擊方向的內野安打掉分。皇家在4局上就立即展開反擊，薩爾瓦多·培瑞茲砲轟洋基明星左投卡洛斯·羅登，敲出帶有追平分的左外野全壘打，這一轟也點燃球隊攻勢，湯米·范姆在二壘有人擊出中外野安打，助隊超前，Garrett Hampson和Maikel Garcia接連敲安各進帳1分打點，皇家單局灌進4分，取得4比1的領先。皇家牛棚投手Angel Zerpa、John Schreiber和Kris Bubic聯手封鎖洋基打線，Lucas Erceg關門雖然被傑茲·齊森姆敲出陽春砲掉分，但最終仍守住勝利，皇家終場以4比2擊敗洋基，系列賽戰成1比1平手。

### 10月9日 第三場
| 紐約洋基 | 0 | 0 | 0 | 1 | 1 | 0 | 0 | 1 | 0 | 3 | 4 | 0 |
| 堪薩斯市皇家 | 0 | 0 | 0 | 0 | 2 | 0 | 0 | 0 | 0 | 2 | 6 | 1 |
| 勝投： 湯米·坎利（1－0） 敗投： Kris Bubic（0－1） 救援成功： 盧克·韋弗（2） 全壘打： 洋基：賈恩卡洛·斯坦頓（8上，1分） 皇家：無 |   |   |   |   |   |   |   |   |   |   |   |   |

兩隊前3局都沒得分，直到4局上洋基率先發動攻勢，賈恩卡洛·斯坦頓掃出適時二壘安打，助隊先馳得點。
胡安·索托在5局上敲出高飛犧牲打，幫助洋基再下一城，不過皇家在5局下靠著亞當·弗雷澤、Kyle Isbel和Michael Massey的連續3支安打串聯，一舉扳平比數。
兩隊一路僵持到8局上，賈恩卡洛·斯坦頓再度建功，他擊出中左外野超前陽春砲，擊球初速112.9英哩、飛行距離417英呎。最終洋基以3比2險勝，在系列賽取得2比1聽牌。

### 10月10日 第四場
| 紐約洋基                                                                    | 1 | 0 | 0 | 0 | 1 | 1 | 0 | 0 | 0 | 3 | 8 | 0 |
| 堪薩斯市皇家                                                                | 0 | 0 | 0 | 0 | 0 | 1 | 0 | 0 | 0 | 1 | 6 | 0 |
| 勝投： 格里特·柯爾（1－0） 敗投： 麥可·瓦卡(0－1) 救援成功： 盧克·韋弗（3） |   |   |   |   |   |   |   |   |   |   |   |   |

首局洋基就有攻勢，開路先鋒葛雷伯·托雷斯掃出長打，下一棒胡安·索托跟進敲安，幫助球隊先馳得點。
洋基王牌投手格里特·柯爾開賽送出6上6下，前5局讓皇家1分未得。第5局洋靠著葛雷伯·托雷斯把握得點圈機會敲安再添1分。
第6局洋基攻勢再起，首名打者亞倫·賈吉敲出左外野二壘安打，這是他今年季後賽首支長打，之後手感火燙的賈恩卡洛·斯坦頓敲安建功，幫助球隊添加保險分。
格里特·柯爾第6局遇亂流，接連被鮑比·威特、Vinnie Pasquantino敲安掉1分，不過他馬上回穩，最終完成7局投球退場。洋基牛棚霍姆斯、韋弗各把關1局無失分，守住勝利，洋基在系列賽3比1淘汰皇家，暌違2年拿下美聯冠軍賽門票。

## 克里夫蘭守護者 對 底特律老虎
| 場次 | 客隊   | 比分 | 主隊   | 日期     | 場地     | 觀眾人數 |
| ---- | ------ | ---- | ------ | -------- | -------- | -------- |
| 1    | 老虎   | 0：7 | 守護者 | 10月5日  | 進步球場 | 33,548   |
| 2    | 老虎   | 3：0 | 守護者 | 10月7日  | 進步球場 | 33,650   |
| 3    | 守護者 | 0：3 | 老虎   | 10月9日  | 聯信球場 | 44,885   |
| 4    | 守護者 | 5：4 | 老虎   | 10月10日 | 聯信球場 | 44,923   |
| 5    | 老虎   | 3：7 | 守護者 | 10月12日 | 進步球場 | 34,105   |

### 10月5日 第一場
| 底特律老虎                                                                                              | 0 | 0 | 0 | 0 | 0 | 0 | 0 | 0 | 0 | 0 | 4 | 1 |
| 克里夫蘭守護者                                                                                          | 5 | 0 | 0 | 0 | 0 | 2 | 0 | 0 | X | 7 | 7 | 0 |
| 勝投： Cade Smith（1－0） 敗投： Tyler Holton（0－1） 全壘打： 老虎：無 守護者：Lane Thomas（1下，3分） |   |   |   |   |   |   |   |   |   |   |   |   |

Tyler Holton和Reese Olson在首局就丟了5分，包含Lane Thomas的3分砲。
6局下，David Fry敲出2分打點的二壘安打，持續追加分數。加上老虎打線整場吞下13次三振，也無法從守護者後面四名投手中敲出安打，終場守護者便以7比0大勝老虎。

### 10月7日 第二場
| 底特律老虎 | 0 | 0 | 0 | 0 | 0 | 0 | 0 | 0 | 3 | 3 | 9 | 0 |
| 克里夫蘭守護者 | 0 | 0 | 0 | 0 | 0 | 0 | 0 | 0 | 0 | 0 | 3 | 0 |
| 勝投： Will Vest（1－0） 敗投： 伊曼紐·克拉塞（0－1） 救援成功： Beau Brieske（1） 全壘打： 老虎：Kerry Carpenter（9上，3分） 守護者：無 |   |   |   |   |   |   |   |   |   |   |   |   |

塔里克·史庫柏持續發揮三冠王的水準，主投7局僅被敲出3支安打，送出8次三振無失分。不過老虎打線也被封鎖，前8局雙方都無法得分。
9局上，老虎在2出局後，Kerry Carpenter敲出致勝3分砲，成功突破守護者終結者伊曼紐·克拉塞，最終Beau Brieske投出3上3下，幫助老虎扳平系列賽。

### 10月9日 第三場
| 克里夫蘭守護者                                                                      | 0 | 0 | 0 | 0 | 0 | 0 | 0 | 0 | 0 | 0 | 6 | 1 |
| 底特律老虎                                                                          | 1 | 0 | 1 | 0 | 0 | 1 | 0 | 0 | X | 3 | 5 | 1 |
| 勝投： Brant Hurter（1－0） 敗投： 亞力士·柯布（0－1） 救援成功： Tyler Holton（1） |   |   |   |   |   |   |   |   |   |   |   |   |

老虎在首局就有安打串聯攻勢迅速取得1比0領先。
3局下，Matt Vierling敲出高飛犧牲打再添1分，6局下則是靠著Colt Keith和史賓塞·托克爾森的安打串聯幫助球隊添加保險分。
老虎在這場比賽啟用牛棚車輪戰，並成功聯手完封守護者，最終老虎就以3比0獲勝，在系列賽取得2比1聽牌優勢。
根據大聯盟數據專家Sarah Langs指出，這是大聯盟自1905年世界大賽以來，再度出現季後賽系列賽前3場輸方都被完封的情況。

### 10月10日 第四場
| 克里夫蘭守護者 | 1 | 0 | 0 | 0 | 1 | 0 | 2 | 0 | 1 | 5 | 11 | 0 |
| 底特律老虎 | 0 | 1 | 0 | 0 | 1 | 1 | 0 | 0 | 1 | 4 | 9  | 0 |
| 勝投： Hunter Gaddis（1－0） 敗投： Beau Brieske（0－1） 救援成功： 伊曼紐·克拉塞（1） 全壘打： 守護者：荷西·拉米瑞茲（5上，1分）、David Fry（7上，2分） 老虎：Zach McKinstry（5下，1分） |   |   |   |   |   |   |   |   |   |   |    |   |

背水一戰的守護者，史蒂文·關、Kyle Manzardo開局連敲2安，1出局後，史蒂芬·關盜上三壘，接著Lane Thomas敲右外野適時安打，攻進守護者隊第1分。第2局老虎靠Trey Sweeney的高飛犧牲打追平。
第5局守護者荷西·拉米瑞茲敲陽春砲超前比數，但下半局Zach McKinstry也回敬陽春彈，雙方戰成2比2平手。第6局老虎靠Wenceel Perez適時安超前比數，老虎取得3比2的領先。
第7局守護者2出局攻占二壘，David Fry代打揮出左外野逆轉兩分砲，幫助守護者以4比2超前比數。第9局守護者1出局攻占一、三壘，David Fry用突襲短打護送1分、自己也跑上一壘，讓守護者增添保險分。
第9局守護者終結者伊曼紐·克拉塞登板，一上來就被Justyn-Henry Malloy敲二壘安打，老虎用2次滾地球護送回1分。伊曼紐·克拉塞最後三振老虎打者Matt Vierling，驚險關門守成。守護者逼出第5戰生死戰。

### 10月12日 第五場
| 底特律老虎 | 0 | 0 | 0 | 0 | 1 | 1 | 1 | 0 | 0 | 3 | 7  | 1 |
| 克里夫蘭守護者 | 0 | 0 | 0 | 0 | 5 | 0 | 1 | 1 | X | 7 | 11 | 0 |
| 勝投： Tim Herrin（1－0） 敗投： 塔里克·史庫柏（1－1） 救援成功： 伊曼紐·克拉塞（2） 全壘打： 老虎：無 守護者：Lane Thomas（5下，4分） |   |   |   |   |   |   |   |   |   |   |    |   |

美聯分區系列賽第5戰殊死戰，老虎第5局先靠Kerry Carpenter的適時安打攻進1分，但下半局守護者反攻、加上塔里克·史庫柏控球不穩，荷西·拉米瑞茲在滿壘時挨觸身球擠回追平分，接著Lane Thomas轟出左外野滿貫砲，守護者單局灌進5分。
老虎在第6局、第7局各拿1分，Lane Thomas在第7局敲帶有1分打點的適時安打，第8局守護者Brayan Rocchio敲安追加保險分，守護者最後贏球，拿到美聯冠軍賽門票。